# Todd Mitchell
Ernest Todd Mitchell (Toledo, 26 luglio 1966) è un ex cestista statunitense, professionista nella NBA e in Europa.

## Carriera
È stato selezionato dai Denver Nuggets al secondo giro del Draft NBA 1988 (43ª scelta assoluta).

## Palmarès
- CBA All-Rookie First Team (1989)